# Indywidualne Mistrzostwa Wielkiej Brytanii na Żużlu 1979
Indywidualne mistrzostwa Wielkiej Brytanii na żużlu – cykl turniejów żużlowych mających wyłonić najlepszych żużlowców brytyjskich w 1979 roku. Tytuł wywalczył Peter Collins z Belle Vue Aces. 

## Wyniki

### Półfinał pierwszy
- 22 maja 1979 r. (wtorek),  Leicester

| Msc. | Zawodnik       | Klub                   | Pkt |  |  |
| ---- | -------------- | ---------------------- | --- |  |  |
| 1    | Peter Collins  | Belle Vue Aces         | 14  |  |  |
| 2    | Gordon Kennett |                        | 14  |  |  |
| 3    | Doug Wyer      | Sheffield Tigers       | 13  |  |  |
| 4    | Michael Lee    | King’s Lynn Stars      | 12  |  |  |
| 5    | Alan Molyneux  |                        | 10  |  |  |
| 6    | Steve Bastable | Cradley Heath Heathens | 9   |  |  |
| 7    | Jim McMillan   |                        | 8   |  |  |
| 8    | Mike Lanham    |                        | 7   |  |  |
| 9    | Alan Grahame   | Cradley Heath Heathens | 7   |  |  |
| 10   | Ian Cartwright |                        | 6   |  |  |
| 11   | Vic Harding    | Hackney Hawks          | 5   |  |  |
| 12   | Joe Owen       |                        | 5   |  |  |
| 13   | Nicky Allott   |                        | 4   |  |  |
| 14   | Tom Owen       |                        | 4   |  |  |
| 15   | Kenny Carter   | Halifax Dukes          | 2   |  |  |
| 16   | Bobby Beaton   |                        | 0   |  |  |

Awans: 8 do finału

### Półfinał drugi
- 23 maja 1979 r. (wtorek),  Poole

| Msc. | Zawodnik         | Klub                 | Pkt |  |  |
| ---- | ---------------- | -------------------- | --- |  |  |
| 1    | Dave Morton      | Wolverhampton Wolves | 14  |  |  |
| 2    | Dave Jessup      |                      | 13  |  |  |
| 3    | John Louis       | Ipswich Witches      | 11  |  |  |
| 4    | John Davis       | Reading Racers       | 10  |  |  |
| 5    | Chris Morton     | Belle Vue Aces       | 10  |  |  |
| 6    | Reg Wilson       | Sheffield Tigers     | 10  |  |  |
| 7    | Malcolm Simmons  | Poole Pirates        | 9   |  |  |
| 8    | Roger Johns      |                      | 9   |  |  |
| 9    | Ian Turner       |                      | 9   |  |  |
| 10   | Craig Pendlebury |                      | 6   |  |  |
| 11   | Colin Richardson |                      | 5   |  |  |
| 12   | Bruce Cribb      | Wolverhampton Wolves | 4   |  |  |
| 13   | Kevin Jolly      |                      | 4   |  |  |
| 14   | Les Collins      | Belle Vue Aces       | 3   |  |  |
| 15   | Mick Hines       |                      | 1   |  |  |
| 16   | Trevor Geer      |                      | 0   |  |  |

Awans: 8 do finału

### Finał
- 20 czerwca 1979 r. (środa),  Coventry

| Msc. | Zawodnik        | Klub                   | Pkt |              |  |
| ---- | --------------- | ---------------------- | --- | ------------ |  |
| 1    | Peter Collins   | Belle Vue Aces         | 15  | (3,3,3,3,3)  |  |
| 2    | Michael Lee     | King’s Lynn Stars      | 14  | (3,3,3,3,2)  |  |
| 3    | Dave Jessup     |                        | 12  | (2,3,2,3,2)  |  |
| 4    | John Davis      | Reading Racers         | 11  | (3,2,3,2,1)  |  |
| 5    | Doug Wyer       | Sheffield Tigers       | 10  | (1,2,3,3,1)  |  |
| 6    | Malcolm Simmons | Poole Pirates          | 10  | (2,2,1,2,3,) |  |
| 7    | Roger Johns     |                        | 8   | (w,1,3,1,3)  |  |
| 8    | Gordon Kennett  |                        | 7   | (3,d,0,2,2)  |  |
| 9    | Alan Molyneux   |                        | 7   | (2,1,1,1,2)  |  |
| 10   | John Louis      | Ipswich Witches        | 6   | (2,3,1,0,0)  |  |
| 11   | Chris Morton    | Belle Vue Aces         | 6   | (0,1,2,2,1)  |  |
| 12   | Reg Wilson      | Sheffield Tigers       | 6   | (1,2,0,1,2)  |  |
| 13   | Jim McMillan    |                        | 4   | (0,1,2,1,0)  |  |
| 14   | Alan Grahame    | Cradley Heath Heathens | 3   | (1,0,1,0,1)  |  |
| 15   | Mike Lanham     |                        | 1   | (1,0,0,0,0)  |  |
| 16   | Ian Turner      |                        | 0   | (d,0,0,0,0)  |  |
|      | Dave Morton     | Wolverhampton Wolves   |     |              |  |
|      | Steve Bastable  | Cradley Heath Heathens |     |              |  |

Uwaga! Ian Turner zastąpił Dave'a Mortona, Alan Grahame – Steve'a Bastable'a